# Tandkarpar
Tandkarpar (Cyprinodontiformes) är en ordning inom fiskriket som mest består av ofta ganska färgglada, små sötvattensfiskar. Det är relativt små fiskar, i så gott som samtliga fall fem till sex centimeter långa, som återfinns i alla världsdelar utom Australien och Antarktis. Den största arten är Anableps dowei som lever i Centralamerika, med honor som kan bli upp till och med 34 centimeter långa. Hanarna blir maximalt 22 centimeter. Tandkarparna lever ofta under tämligen ogästvänliga förhållanden. Majoriteten av arterna föredrar det syrerika vattnet nära ytan, och livnär sig till stor del på insekter som de tar från vattenytan. En handfull arter i släktet Gambusia, främst moskitfisk (Gambusia affinis) och östlig moskitfisk (Gambusia holbrooki), har använts för att bekämpa myggor och sjukdomar som överförs av myggor, då de lätt kan anpassa sig till nya miljöer, förökar sig snabbt, och gärna äter mygglarver.
Flera av de i ordningen ingående familjerna utgör populära akvariefiskar, såsom äggläggande tandkarpar (Aplocheilidae, Cyprinodontidae, Fundulidae, Nothobranchiidae, Profundulidae, Rivulidae och Valenciidae), fyrögonfiskar (Anablepidae) och framför allt levandefödande tandkarpar (Poeciliidae).
De skiljer sig från riktiga karpfiskar genom att de har tänder i käken samt saknar fettfena och skäggtömmar. Äggläggande tandkarpar kallas ibland också killis eller killifiskar, efter det nederländska ordet kilde, vilket betyder "liten vattensamling", "pöl". De är alla köttätare (karnivorer), som främst livnär sig på insekter och små fritt simmande kräftdjur, även om några få arter äter annan småfisk och groddjur. Däremot äter ingen av dem i naturen vegetabilisk föda, till skillnad från de levandefödande tandkarparna, som ofta är utpräglade växtätare (herbivorer).

## Några arter med svenska namn
- Black molly (Poecilia sphenops)
- Clownkilli (Epiplatys annulatus)
- Floridatandkarp (Jordanella floridae)
- Guppy (Poecilia reticulata)
- Kap Lopez, lyrstjärtskilli (Aphyosemion australe)
- Linjetandkarp (Aplocheilus lineatus)
- Nättandkarp (Aplochelius panchax)
- Solfjädersfisk (Austrolebias bellottii)
- Spansk tandkarp (Aphanius iberus)
- Svärdbärare (Xiphophorus hellerii)
- Platy (Xiphophorus maculatus)
- Tanganyikakilli (Lamprichthys tanganicanus)